# 林初耀
林初耀（1914年7月26日—2003年12月21日），籍貫廣東興寧，陸軍官校10期畢業，中華民國陸軍中將。第九任中華民國陸軍軍官學校校長。1936年6月自陸軍官校畢業。在對日抗戰中，先後參加過武漢保衛戰、崑崙關戰役等戰役。陸軍大學18期畢業。歷任連長﹐營長﹐團長，師長，陸軍二軍團副司令，陸軍總司令部副參謀長。1970年4月任鳳山陸軍軍官學校校長。林初耀1973年離開校長職位。1976年退役，1980年移居美國，曾先後在美國西雅圖社區學院及華盛頓大學等校學習，1994年（81歲）獲華盛頓大學歷史文學士學位。著有《孫中山先生的容共經緯之研究》、《崑崙關作戰雜憶》、《軍隊民主領導》等。女林瓊、林瑤、林琳。子林植基、林培基。

## 崑崙關戰役
1939年11月林初耀任砲兵第一旅第14團第一營第二連上尉連長，率部配屬國民革命軍第五軍參與崑崙關戰役。砲兵第一旅第14團是抗日戰爭中，國軍最先進的火力最強大的機械化重砲部隊，當時配有德造15公分榴彈砲3門，全部隊機械化，配有牽引車四輛(實際隨砲減少為三輛)， 觀測車一輛， 彈藥車兩輛， 卡車數輛， 指揮車二輛， 機踏車二輛等各式車輛。